# Charles Bergeron
Pour les articles homonymes, voir Bergeron.
Charles Bergeron, né le 1er juin 2005, est un coureur cycliste canadien. Il participe à des compétitions sur route et sur piste.

## Biographie
D'origine québécoise, Charles Bergeron vit en Ontario depuis l'âge de neuf ans. Il commence le cyclisme durant son enfance, lors de sorties en VTT avec sa famille. Actif sur piste, il devient champion du Canada de poursuite en 2021, chez les moins de 17 ans,. Il termine également deuxième d'une étape du Tour de l'Abitibi en 2022. L'année suivante, il devient vice-champion du Canada du contre-la-montre juniors. Il s'adjuge par ailleurs la médaille de bronze dans la poursuite par équipes aux championnats du monde juniors, en compagnie de plusieurs compatriotes.  
En 2024, il intègre l'équipe continentale Ecoflo Chronos pour ses débuts espoirs. Toujours actif sur piste, il se classe troisième de la poursuite par équipes aux championnats panaméricains, avec la délégation canadienne. Il rejoint ensuite la formation Hustle Pro Cycling en 2025. 

## Palmarès sur piste

### Championnats du monde juniors
- Cali 2023
  -  Médaillé de bronze de la poursuite par équipes

### Championnats panaméricains
- Carson 2024
  -  Médaillé de bronze de la poursuite par équipes

### Championnats nationaux
- 2021
  -  Champion du Canada de poursuite U17

## Palmarès
- 2023
  - 2e du championnat du Canada du contre-la-montre juniors